# Patti Hansen

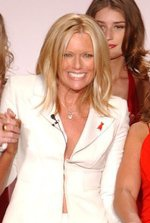
Patti Hansen (2004)

Patricia Elvina „Patti“ Hansen (* 17. März 1956 auf Staten Island, New York City) ist ein US-amerikanisches Model und Schauspielerin.
Hansen heiratete am 18. Dezember 1983 den Rolling-Stones-Gitarristen Keith Richards. Aus der Ehe gingen zwei Töchter hervor, Theodora und Alexandra, die beide Karriere als Fotomodelle machten.

## Filmografie
- 1979: Nicht von schlechten Eltern (Rich Kids)
- 1981: Sie haben alle gelacht (They All Laughed)
- 1984: Hard to Hold